# Chlorophorus ludens
Chlorophorus ludens là một loài bọ cánh cứng trong họ Cerambycidae.